# جورجيو كيلليني
جورجيو كيلليني (بالإيطالية: Giorgio Chiellini)‏ (النطق الإيطالي: ‎[ˈdʒordʒo kjelˈliːni]‏؛ مواليد 14 أغسطس 1984) هو لاعب كرة قدم إيطالي سابق يلعب في مركز قلب الدفاع. يعتبر كيلليني أحد أفضل المدافعين في العالم. وهو مدافع قوي جسدياً وتنوعاً، على الرغم من أنه يتم اختياره عادةً في مركز قلب الدفاع، إلا أنه قادر أيضًا على اللعب كظهير أيسر، سواء في خطة الثلاث مدافعين أول أربعة.
وفي 12 ديسمبر 2023، أعلن اعتزال كرة القدم في سن التاسعة والثلاثين، بعد مسيرة حافلة.

## مسيرته الكروية

### ليفورنو
بدأ كيلليني لعب كرة القدم وهو في السادسة فقط من عمره حيث التحق إلى مدرسة نادي ليفورنو لكرة القدم. وكان يشارك في مرحلة الأشبال كلاعب وسط محوري. وبعد نضجه كرويا واكتسابه الخبرة انتقل للعب على الجناح الأيسر ومن ثم وجد كيلليني مركزه المفضل كظهير أيسر بحكم تمركزه الدفاعي المميز وقوة رجله اليسرى وسرعة انطلاقاته.
و كان يشارك كيلليني دوما مع ليفورنو مع فرق الشباب قبل أن يستدعى لأول مرة للفريق الأول في موسم 2000–01 عندما كان ليفورنو يشارك في دوري الدرجة الثالثة. وفي أول موسم لكيلليني مع الفريق الأول لليفورنو شارك اللاعب مع الفريق الأول في 3 مباريات فقط أتبعها بخمسة في الموسم الذي تلاه. وفي صيف عام 2002 اشترى نادي روما نصف عقد كيلليني مقابل 3.1 مليون يورو ، ولوجود نخبة من أفضل المدافعين في الدوري الإيطالي حينها مع روما، قرر نادي روما إرسال كيلليني إلى ناديه السابق ليفورنو معارا، لكن هذه المرة وفي موسم 2002–03 كان ليفورنو قد صعد إلى دوري الدرجة الثانية وشارك كيلليني في أول موسم له في الدرجة الثانية بـ 6 مباريات، كما شهد هذا الموسم أول ظهور لجيورجيو كيلليني في منافسات كأس إيطاليا.
و في ثاني موسم لكيلليني في دوري الدرجة الثانية مع ليفورنو، تمكن كيلليني من أن يصبح لاعبا أساسيا في فريقه حيث تمكن من المشاركة في 41 مباراة ومسجلا أربعة أهداف بالرغم من مشاركته كظهير أيسر. وكان كيلليني قد أبدع في هذا الموسم 2003–2004 حيث كان له دور فعال ومميز في صعود ليفورنو إلى دوري الدرجة الأولى. لذا فقد قررت إدارة نادي ليفورنو الحفاظ على اللاعب وشراء نصف عقده الآخر من نادي روما بمبلغ 3 ملايين يورو بمساعدة من حامل لقب الدوري الإيطالي يوفنتوس.

### فيورنتينا
قرر نادي يوفنتوس بيع نصف عقد اللاعب إلى نادي فيورنتينا بمبلغ 3.5 مليون يورو. وكان كيلليني لاعبا أساسيا مع فريق فيورنتينا في موسم 2004–05. وشهد هذا الموسم أول ظهور لكيلليني في دوري الدرجة الأولى بتاريخ 12 سبتمبر 2004 في المباراة التي خسرها فيورنتينا لصالح روما بنتيجة 1–0، وشارك في 42 مباراة رسمية وأحرز 3 أهداف.

### يوفنتوس
و بسبب مستواه المتميز في أول مشاركة له في دوري الدرجة الأولى، قرر يوفنتوس شراء نصف عقده المتبقي من فيورنتينا بمبلغ 4.3 مليون يورو.و كان كيلليني يشارك أحيانا مع المدرب فابيو كابيلو في موسم 2005–06. وتمكن كيلليني من الظهور في 23 مباراة في أول موسم له مع نادي يوفنتوس.
و بالرغم من تحقيقه لقب الاسكوديتو مع يوفنتوس في أول موسم له مع الفريق، إلا أن قضية الكالتشيو بولي أسقطت يوفنتوس للدرجة الثانية في موسم 2006–07، وقرر كيلليني البقاء مع يوفنتوس بالرغم من مغادرة العديد من اللاعبين للفريق. وفي هذا الموسم وتحت قيادة المدرب ديدييه ديشامب، كانت نقطة التحول لجورجيو كيلليني حيث رأى المدرب ديشامب بأن قدرات كيلليني تناسبه في قلب الدفاع أكثر مما هو عليه كظهير أيسر. وكانت نقطة التحول لكيلليني بأن يلعب أول موسم له في مسيرته الكروية كلاعب قلب دفاع بعد أن كان ظهيرا أيسرا مع جميع الفرق التي لعب لها. وساهم كيلليني بشكل فعال في صعود يوفنتوس للدرجة الأولى حيث لم يدخل سوى 30 هدفا في مرمى يوفنتوس، كما تمكن كيلليني من تسجيل ثنائية في المباراة التي شهدت عودة يوفنتوس رسميا للدرجة الأولى حيث فاز الفريق على أريتزو بخمسة أهداف مقابل واحد.
و بعودة يوفنتوس لدوري الدرجة الأولى في موسم 2007–08 وبعد رحيل ديشامب وقدوم كلاوديو رانييري، فقد فضل رانييري إعادة كيلليني إلى مركز الظهير الأيسر والاعتماد على جورجي أندرادي ودومينيكو كريتشيتو في قلب الدفاع، إلا أن إصابة أندراده الخطيرة والتي أبعدته حتى نهاية الموسم فرضت على رانييري إعادة كيلليني إلى مركز قلب الدفاع، وكان خيار المدرب صائبا حيث حصل كيلليني على جائزة أفضل قلب دفاع في دوري الإيطالي لموسم 2007–08 بسبب مجهوداته الجبارة مع الفريق ومساهمته الكبيرة في حصول الفريق على المركز الثالث بعد الصعود فورا من الدرجة الثانية. وكانت أبرز مبارياته أمام فريق الانتر حيث حصل كيلليني على لقب أفضل لاعب في المباراة حيث تمكن من إخفاء زلاتان إبراهيموفيتش طوال فترات المباراة وكان قائدا حقيقيا لقلب الدفاع وتم تمديد عقده حتى عام 2011. وفي 27 أبريل 2008 تمكن كيلليني من تسجيل هدفين من أصل خمسة في مرمى نادي لاتسيو ليضمن يوفنتوس مركزا أوروبيا ، وبسبب مستوى كيلليني الراقي في هذا الموسم فقد قررت إدارة النادي تجديد عقده مع الفريق حتى عام 2013.
و خلال موسم 2008–09 بقي كيلليني خيارا أولا في قلب الدفاع مع يوفنتوس، وكان كيلليني قد شارك في 27 مباراة في الدوري الإيطالي مسجلا أربعة أهداف، وكان له دور كبير في حصول يوفنتوس على المركز الثاني في الدوري. كما شهد هذا الموسم أول هدف أوروبي لكيلليني مع يوفنتوس بتاريخ 13 أغسطس 2008 حيث سجل كيلليني في مرمى أرتميديا بارتيزان ضمن الدور الأول للتصفيات المؤهلة لدوري أبطال أوروبا وانتهت المباراة بفوز يوفنتوس 4–0. وفي نهاية الموسم حصل كيلليني على لقب أفضل مدافع في الدوري الإيطالي لعام 2008 ضمن حفل توزيع جوائز الأوسكار الإيطالية.
و بالرغم من المستوى السيئ الذي ظهر عليه يوفنتوس في موسم 2009–10 حيث حقق الفريق المركز السابع، إلا أن كيلليني كان واحدا من القلائل باليوفنتوس الذين حافظوا على مستواهم وظهروا بمستوى عالي. وتمكن للمرة الثانية على التوالي في نهاية الموسم من الحصول على جائزة الاوسكار كأفضل مدافع في الدوري الإيطالي. ولمعرفة مدى أهمية كيلليني فقد كان المدافع قد تعرض لإصابة في المباراة أمام فيورنتينا بتاريخ 6 مارس 2010 أبعدته عن الملاعب لمدة شهر، وفي هذا الشهر دخل مرمى يوفنتوس 9 أهداف في 4 مباريات فقط.
و يعتبر كيلليني الآن اللاعب الأهم في دفاع نادي يوفنتوس والذي يعول عليه النادي لبناء حوله خط دفاعي صلب. و أصبح كيلليني يدعى بين زملائه وأصدقائه بالدكتور، حيث حاز كيلليني في صيف 2010 على شهادة الباكالوريوس في إدارة الأعمال من جامعة تورينو. ويعد كيلليني واحدا من قلائل اللاعبين في العالم الناجحين على المستوى المهني الكروي وعلى المستوى الدراسي.

#### 2018–الآن: قائد يوفنتوس، وثمان ألقاب دوري متتالية
في 29 يونيو 2018، مُنح كيلليني عقدًا مدته سنتان حتى عام 2020 وعين أيضًا كقائد جديد للنادي بعد رحيل بوفون.
في 16 يناير 2019، رفع كيلليني لقبه الأول كقائد ليوفنتوس – كأس السوبر الإيطالي 2018 – بعد فوزه 1–0 على ميلان. في 12 مارس، سجل كيلليني ظهوره رقم 500 بقميص يوفنتوس في مباراة الفوز 3–0 على مضيفه أتلتيكو مدريد في إياب دور الـ16، حيث تأهلوا للدور ربع النهائي عقب خسارتهم في مباراة الذهاب 2–0. أنهى يوفنتوس هذا الموسم بصفته بطلاً للدوري، حيث حقق كيلليني لقب الدوري الثامن له مع النادي.
في 24 أغسطس، في مباراة يوفنتوس الافتتاحية لموسم 2019–20 ضد بارما، سجل كيلليني الهدف الوحيد في المباراة ليفوز فريقه خارج أرضه في الدوري في 30 أغسطس، تمزّق الرباط الصليبي الأمامي لكيلليني أثناء التدريبات.

## مسيرته الدولية
شارك كيلليني في أول مباراة مع منتخب إيطاليا لكرة القدم ضد فنلندا في نوفمبر عام 2004. كما فاز مع المنتخب الإيطالي لتحت الـ 19 عاما في بطولة أوروبا لكرة القدم للشباب، كما كان لاعبا مع المنتخب الإيطالي الأولمبي الذي حقق المركز الثالث في ألعاب الأولمبياد الصيفية 2004 في أثينا. وقد شارك عام 2007 في البطولة الأوروبية لتحت الـ 21 عاما وكان كيلليني قد اختير كواحدا من أفضل 11 لاعبا في هذه البطولة.
استدعي كيلليني للمشاركة مع المنتخب الإيطالي في بطولة أمم أوروبا 2008، المدرب روبرتو دونادوني فضل عدم إشراك كيلليني أساسيا في أول مباراة ضد هولندا. لكن بسبب خسارة المنتخب الإيطالي الكبيرة فقد عدل دونادوني عن قراره ووضع كيلليني أساسيا في جميع مباريات المنتخب المتبقية في البطولة. وكان أفضل أداء له في البطولة ضد إسبانيا في الدور ربع النهائي حيث تمكن من الحد من خطورة الهجوم الأسباني القوي المتوج بالبطولة، لكن الطليان خسروا المباراة بركلات الترجيح.
و ضمن التصفيات المؤهلة لكأس العالم 2010 كان كيلليني لاعبا أساسيا ضمن تشكيلة المدرب مارتشيلو ليبي، ولعب كيلليني المباريات الثلاثة كاملة مع المنتخب الإيطالي في كأس القارات 2009 كما شارك مع المنتخب الإيطالي في كأس العالم 2010 في جنوب أفريقيا.

## الإحصائيات

### النادي
آخر تحديث 24 أغسطس 2019.
| النادي    | الموسم   | الدوري                         | الدوري | الدوري  | الكأس  | الكأس   | أوروبا | أوروبا  | أخرى   | أخرى    | المجموع | المجموع |
| النادي    | الموسم   | الدرجو                         | الظهور | الأهداف | الظهور | الأهداف | الظهور | الأهداف | الظهور | الأهداف | الظهور  | الأهداف |
| --------- | -------- | ------------------------------ | ------ | ------- | ------ | ------- | ------ | ------- | ------ | ------- | ------- | ------- |

علم الولايات الامريكية

| ليفورنو   | 2000–01  | الدوري الإيطالي الدرجة الثالثة | 3      | 0       | 1      | 0       | —      | —       | —      | —       | 4       | 0       |
| ليفورنو   | 2001–02  | الدوري الإيطالي الدرجة الثالثة | 5      | 0       | 8      | 0       | —      | —       | 2      | 0       | 15      | 0       |
| ليفورنو   | 2002–03  | الدوري الإيطالي الدرجة الثانية | 6      | 0       | 1      | 0       | —      | —       | —      | —       | 7       | 0       |
| ليفورنو   | 2003–04  | الدوري الإيطالي الدرجة الثانية | 41     | 4       | 1      | 0       | —      | —       | —      | —       | 42      | 4       |
| ليفورنو   | المجموع  | المجموع                        | 55     | 4       | 11     | 0       | —      | —       | 2      | 0       | 68      | 4       |
| فيورنتينا | 2004–05  | الدوري الإيطالي الدرجة الأولى  | 37     | 3       | 5      | 0       | —      | —       | —      | —       | 42      | 3       |
| فيورنتينا | المجموع  | المجموع                        | 37     | 3       | 5      | 0       | —      | —       | —      | —       | 42      | 3       |
| يوفنتوس   | 2005–06  | الدوري الإيطالي الدرجة الأولى  | 17     | 0       | 0      | 0       | 6      | 0       | 0      | 0       | 23      | 0       |
| يوفنتوس   | 2006–07  | الدوري الإيطالي الدرجة الثانية | 32     | 3       | 3      | 1       | —      | —       | —      | —       | 35      | 4       |
| يوفنتوس   | 2007–08  | الدوري الإيطالي الدرجة الأولى  | 30     | 3       | 2      | 0       | —      | —       | —      | —       | 32      | 3       |
| يوفنتوس   | 2008–09  | الدوري الإيطالي الدرجة الأولى  | 27     | 4       | 1      | 0       | 8      | 1       | —      | —       | 36      | 5       |
| يوفنتوس   | 2009–10  | الدوري الإيطالي الدرجة الأولى  | 32     | 4       | 2      | 0       | 6      | 1       | —      | —       | 40      | 5       |
| يوفنتوس   | 2010–11  | الدوري الإيطالي الدرجة الأولى  | 32     | 2       | 2      | 0       | 9      | 2       | —      | —       | 43      | 4       |
| يوفنتوس   | 2011–12  | الدوري الإيطالي الدرجة الأولى  | 34     | 2       | 3      | 0       | —      | —       | —      | —       | 37      | 2       |
| يوفنتوس   | 2012–13  | الدوري الإيطالي الدرجة الأولى  | 24     | 1       | 0      | 0       | 8      | 0       | 0      | 0       | 32      | 1       |
| يوفنتوس   | 2013–14  | الدوري الإيطالي الدرجة الأولى  | 31     | 3       | 1      | 0       | 11     | 0       | 1      | 1       | 44      | 4       |
| يوفنتوس   | 2014–15  | الدوري الإيطالي الدرجة الأولى  | 28     | 0       | 4      | 1       | 12     | 0       | 1      | 0       | 45      | 1       |
| يوفنتوس   | 2015–16  | الدوري الإيطالي الدرجة الأولى  | 23     | 1       | 4      | 0       | 6      | 0       | 0      | 0       | 33      | 1       |
| يوفنتوس   | 2016–17  | الدوري الإيطالي الدرجة الأولى  | 21     | 2       | 2      | 0       | 9      | 1       | 1      | 1       | 33      | 4       |
| يوفنتوس   | 2017–18  | الدوري الإيطالي الدرجة الأولى  | 26     | 0       | 4      | 0       | 7      | 0       | 1      | 0       | 38      | 0       |
| يوفنتوس   | 2018–19  | الدوري الإيطالي الدرجة الأولى  | 25     | 1       | 2      | 0       | 6      | 0       | 1      | 0       | 34      | 1       |
| يوفنتوس   | 2019–20  | الدوري الإيطالي الدرجة الأولى  | 1      | 1       | 0      | 0       | 0      | 0       | 0      | 0       | 1       | 1       |
| يوفنتوس   | المجموع  | المجموع                        | 384    | 27      | 30     | 2       | 88     | 5       | 5      | 2       | 507     | 36      |
| الإجمالي  | الإجمالي | الإجمالي                       | 476    | 34      | 46     | 2       | 88     | 5       | 7      | 2       | 617     | 43      |

1. 1 2 3 4 5 6 7 8  المباريات في دوري أبطال أوروبا
2. ↑  أربعة مباريات وهدف واحد في دوري أبطال أوروبا، مباراتين في الدوري الأوروبي
3. ↑  المباريات في الدوري الأوروبي
4. 1 2 3 4 5 6 7  المباريات في كأس السوبر الإيطالي
5. ↑  خمس مباريات في دوري أبطال أوروبا، ست مباريات في الدوري الأوروبي

### المنتخب
آخر تحديث 11 يونيو 2019.
| المنتخب الوطني | العام   | الظهور | الأهداف |
| -------------- | ------- | ------ | ------- |
| إيطاليا        |         |        |         |
| 2004           | 1       | 0      |         |
| 2005           | 4       | 0      |         |
| 2006           | 1       | 0      |         |
| 2007           | 3       | 1      |         |
| 2008           | 7       | 0      |         |
| 2009           | 11      | 1      |         |
| 2010           | 10      | 0      |         |
| 2011           | 12      | 0      |         |
| 2012           | 8       | 0      |         |
| 2013           | 10      | 2      |         |
| 2014           | 7       | 2      |         |
| 2015           | 8       | 0      |         |
| 2016           | 8       | 1      |         |
| 2017           | 6       | 1      |         |
| 2018           | 4       | 0      |         |
| 2019           | 3       | 0      |         |
| المجموع        | المجموع | 103    | 8       |

#### الأهداف الدولية
اعتبارً من أخر مباراة سجل فيها في 13 نوفمبر 2017.
| # | التاريخ        | المكان                                | الخصم          | الهدف | النتيجة | المسابقة                     |
| - | -------------- | ------------------------------------- | -------------- | ----- | ------- | ---------------------------- |
| 1 | 21 نوفمبر 2007 | ملعب ألبرتو براجيا، مودينا، إيطاليا   | جزر فارو       | 3–0   | 3–1     | تصفيات بطولة أمم أوروبا 2008 |
| 2 | 18 نوفمبر 2009 | ملعب دينو مانوزي، تشيزينا، إيطاليا    | السويد         | 1–0   | 1–0     | ودية                         |
| 3 | 22 يونيو 2013  | أرينا فونتي نوفا، سالفادور، البرازيل  | البرازيل       | 2–3   | 2–4     | كأس القارات 2013             |
| 4 | 10 سبتمبر 2013 | ملعب يوفنتوس، تورينو، إيطاليا         | جمهورية التشيك | 1–1   | 2–1     | تصفيات كأس العالم 2014       |
| 5 | 10 أكتوبر 2014 | ملعب رينزو باربيرا، باليرمو، إيطاليا  | أذربيجان       | 1–0   | 2–1     | تصفيات بطولة أمم أوروبا 2016 |
| 6 | 10 أكتوبر 2014 | ملعب رينزو باربيرا، باليرمو، إيطاليا  | أذربيجان       | 2–1   | 2–1     | تصفيات بطولة أمم أوروبا 2016 |
| 7 | 27 يونيو 2016  | ملعب فرنسا، سان دوني، فرنسا           | إسبانيا        | 1–0   | 2–0     | بطولة أمم أوروبا 2016        |
| 8 | 6 أكتوبر 2017  | ملعب تورينو الأولمبي، تورينو، إيطاليا | مقدونيا        | 1–0   | 1–1     | تصفيات كأس العالم 2018       |

## الإنجازات

### النادي
لوس أنجلوس
كأس الدوري الأمريكي 2021-22 MLS
 يوفنتوس
- الدوري الإيطالي الدرجة الأولى (9): 2011–12، 2012–13، 2013–14، 2014–15، 2015–16، 2016–17، 2017–18، 2018–19، 2019–20
- الدوري الإيطالي الدرجة الثانية (1): 2006–07
- كأس إيطاليا (4): 2014–15، 2015–16، 2016–17، 2017–18
- كأس السوبر الإيطالي (4): 2012، 2013، 2015، 2018
- دوري أبطال أوروبا الوصيف: 2014–15[28]، 2015–17[29]

### المنتخب
إيطاليا
- ميدالية أولمبية (1): 2004
- بطولة أمم أوروبا (1): 2020. الوصيف: 2012

 شباب إيطاليا
- بطولة أوروبا تحت 19 سنة (1): 2003

### الفردية
- تشكيلة العام في الدوري الإيطالي: 2012–13، 2014–15، 2015–16، 2017–18[30][31][32][33]
- مدافع العام في الدوري الإيطالي (3): 2008، 2009، 2010[27]
- جائزة اليويفا لأفضل فريق (1): 2017[34]
- تشكيلة الموسم في دوري أبطال أوروبا (2): 2014–15،[35] 2017–18[36]
- فريق العام من قبل وسائل الإعلام الرياضية الأوروبية (3): 2012–13، 2014–15، 2017–18[37][38]
- فيفبرو الفريق الثاني: 2017[39]
- فيفبرو الفريق الرابع (2): 2015، 2018[40][41]
- فيفبرو الفريق الخامس (1): 2016[42]
- فرانس فوتبول فريق العالم: 2015[43]
- لاعب العام في يوفنتوس (1): 2008–09[44]
- يوفنتوس أعظم تشكيلة في التاريخ (1): 2017[45]
- بطولة أمم أوروبا تحت 21 سنة فريق البطولة (1): 2007[46]
- فريق الأحلام لبطولة أمم أوروبا تحت 21 سنة عبر التاريخ: 2015[47]

### الأوسمة
- الدرجة الخامسة / فارس: وسام الاستحقاق في الجمهورية الإيطالية: 2004[48]

## وصلات خارجية
- جورجيو كيلليني على موقع الاتحاد الدولي (مؤرشف)  (الإنجليزية)
- جورجيو كيلليني على موقع الاتحاد الأوربي (الإنجليزية)
- جورجيو كيلليني على موقع الدوري الأمريكي (الإنجليزية)
- جورجيو كيلليني على موقع إي إس بي إن إف سي (الإنجليزية)
- جورجيو كيلليني على موقع قاعدة بيانات كرة القدم.إي يو (الإنجليزية)
- جورجيو كيلليني على موقع بيانات كرة القدم. دي إي (الألمانية)
- جورجيو كيلليني على موقع ليكيب (الفرنسية)
- جورجيو كيلليني على موقع ناشيونال فوتبول تيمز (الإنجليزية)
- جورجيو كيلليني على موقع Soccerbase.com (لاعب) (الإنجليزية)
- جورجيو كيلليني على موقع Soccerway.com (الإنجليزية)
- موقع اللاعب الرسمي نسخة محفوظة 25 يونيو 2011 على موقع واي باك مشين.